# رافل (نرم‌افزار)
رافل (به انگلیسی: Ruffle) یک برابرساز (امولاتور) برای فایل‌های انیمیشن آدوبی فلش (با فرمت SWF) است. پس از منسوخ و متوقف شدن آدوبی فلش پلیر در ژانویه ۲۰۲۱، برخی وب‌سایت‌ها از رافل استفاده کردند تا کاربران همچنان بتوانند محتوای قدیمی فلش را مشاهده و با آن تعامل داشته باشند. رافل تحت مجوزهای چندگانه پروانه ام‌آی‌تی و مجوز آپاچی ۲٫۰ منتشر شده است.

## ویژگی‌ها
رافل به زبان برنامه‌نویسی راست (به انگلیسی: Rust) نوشته شده و دارای یک کلاینت دسکتاپ و یک کلاینت تحت وب است. توسعه‌دهندگان وب می‌توانند رافل را از طریق جاوااسکریپت بارگذاری کنند، یا کاربران می‌توانند افزونه‌ای را نصب کنند که روی هر وب‌سایتی کار می‌کند.
کلاینت تحت وب بر اساس کدی ساخته شده که از «راست» به وب‌اسمبلی کامپایل شده و در یک جعبه شنی اجرا می‌شود؛ این مسئله پیشرفتی بزرگ نسبت به فلش پلیر محسوب می‌شود که به‌دلیل مشکلات امنیتی فراوان، بدنام شده بود. خود زبان «راست» نیز در برابر مشکلات رایج ایمنی حافظه که فلش پلیر را گرفتار کرده بود، مانند استفاده از حافظه آزاد شده (use after free) یا سرریز بافر (buffer overflows)، محافظت می‌کند.
نسخه دسکتاپ فعلاً از یک رابط کاربری گرافیکی (GUI) برای باز کردن فایل‌های SWF استفاده می‌کند. نسخه‌های نصبی برای سیستم‌عاملهای ویندوز، مکینتاش و لینوکس در دسترس هستند. همچنین افزونه‌هایی برای مرورگر فایرفاکس و مرورگرهای مبتنی بر کرمیوم وجود دارد. مدیران وب‌سایت حتی می‌توانند با افزودن یک تگ اسکریپت به صفحات وب خود، رافل را مستقیماً به سایت‌شان اضافه کنند.
تا ماه مه ۲۰۲۵، رافل از بیشتر محتوای قدیمی فلش که از اکشن‌اسکریپت ۱٫۰ و ۲٫۰ استفاده می‌کنند پشتیبانی می‌کند و تاکنون ۹۹٪ از زبان و ۷۹٪ از API پیاده‌سازی شده است. پشتیبانی از اکشن‌اسکریپت ۳٫۰ نیز از اوت ۲۰۲۲ پیشرفت چشمگیری داشته و تقریباً ۹۰٪ از زبان و ۷۷٪ از API پیاده‌سازی شده و حدود ۸٪ دیگر از API به‌صورت جزئی پیاده‌سازی شده است. در یک مقاله، وب‌سایت Bleeping Computer گزارش داد که تمام بازی‌های فلشی که در فوریه ۲۰۲۱ امتحان کردند، «بدون نقص اجرا شدند».

## تاریخچه

#### پیش‌زمینه
آدوبی در سال ۲۰۱۷ اعلام کرد که از اول ژانویه ۲۰۲۱ دیگر از فلش پلیر پشتیبانی نخواهد کرد و استفاده از اچ‌تی‌ام‌ال۵ را توصیه کرد. در همان سال، نیویورک تایمز پروژه‌ای را آغاز کرد تا محتوای قدیمی وب را بایگانی کند و کاربران بتوانند صفحات وب را همان‌طور که در ابتدا منتشر شده بودند، مشاهده کنند. اکنون این روزنامه برای نمایش محتوای فلش قدیمی از رافل استفاده می‌کند.
آدوبی از ۱۲ ژانویه ۲۰۲۱ با استفاده از مکانیزمی به‌نام kill switch مانع استفاده از نسخه‌های فلش پلیر بالاتر از ۳۲٫۰٫۰٫۳۷۱ شد. بسیاری از وب‌سایت‌ها، از جمله وب‌سایت‌های دولتی و آموزشی، برای این خاموشی آماده نبودند و ناگهان از کار افتادند.

### Ruffle
مایک ولش (Mike Welsh) که تا سال ۲۰۱۲ در وب‌سایت Newgrounds کار می‌کرد، پیش از این روی یک پروژه متن‌باز به‌نام Swivel برای بایگانی محتوای فلش به‌صورت ویدیو کار کرده بود.
در سال ۲۰۱۶، ولش پروژه‌ای به‌نام Fluster را آغاز کرد که بعدها به Ruffle تغییر نام داد. این پروژه به‌تدریج تبدیل به یک شبیه‌ساز فلش پلیر شد که نسخه‌های دسکتاپ و وب داشت.

## پذیرش و استفاده
از سال ۲۰۱۹، برخی وب‌سایت‌ها اعلام کرده‌اند که از رافل استفاده خواهند کرد.
مؤسس Newgrounds، تام فالوپ (Tom Fulp)، گفته بود که آن‌ها از سال ۲۰۱۰ «متوجه شدند که پایان فلش نزدیک است»، اما زمان دقیق آن را نمی‌دانستند. در سال ۲۰۱۹، Newgrounds اعلام کرد که از توسعه رافل حمایت مالی می‌کند، و قرار است از آن برای تمام محتوای فلش خود استفاده کند؛ ابتدا برای انیمیشن‌ها و بعد برای بازی‌های تعاملی. این تغییر باعث شد Newgrounds بتواند برای اولین بار برخی بازی‌های لمسی را روی موبایل ارائه دهد. فالوپ به واشینگتن پست گفت: «ما در حال ادغام رافل با سایت هستیم و تا اینجا، بیشتر محتوای Newgrounds قبل از سال ۲۰۰۷ با رافل اجرا می‌شود».
در سال ۲۰۲۰، Coolmath Games اعلام کرد که از فناوری‌هایی مانند رافل استفاده خواهد کرد تا محتوای فلش قابل اجرا باقی بماند.
در نوامبر ۲۰۲۰، Internet Archive اعلام کرد که برای حفظ بازی‌ها و انیمیشن‌های فلش، از رافل استفاده خواهد کرد. جیسون اسکات (Jason Scott)، آرشیویست این مجموعه، گفت: «من بررسی کردم که چطور می‌توان رافل را به سیستم آرشیو اینترنت اضافه کرد، و این کار کمتر از یک روز و نیم زمان برد، چون خیلی خوب ساخته شده بود».
در دسامبر ۲۰۲۰، Armor Games اعلام کرد که رافل به عنوان پلیر رسمی آن‌ها برای محتوای فلش انتخاب شده است.
وب‌سایت Homestar Runner نیز اعلام کرده که برای نمایش کارتون‌ها و بازی‌های خود از رافل استفاده خواهد کرد. گرچه برخی بخش‌های وب‌سایت هنوز توسط این شبیه‌ساز پشتیبانی نمی‌شوند، اما بیشتر محتوای آن دست‌کم در قالب یک پنجره رافل نمایش داده می‌شود. علاوه بر وب‌سایت رسمی، این تغییر به‌طور غیررسمی از طریق حساب توییتر Strong Bad اعلام شد.
در جولای ۲۰۲۳، Neopets اعلام کرد که استفاده از رافل را بررسی می‌کند تا فرایند بازگرداندن بازی‌های خراب فلش و سایر محتواها به وب‌سایت سرعت گیرد. در ادامه همان ماه، رافل برای مجموعه‌ای از بازی‌های فلش پشتیبانی‌شده روی این سایت پیاده‌سازی شد.